# Anna Catarina
Ana Catarina Andrade Almeida (Aratuípe, 27 de fevereiro de 2003), mais conhecida como Anna Catarina, é uma cantora e compositora brasileira.

## Biografia e carreira
É filha de Edianez Andrade, que criou a filha como mãe solteira após a separação do marido. Anna Catarina é de uma família de 49 músicos e começou a cantar a partir dos quatro anos de idade. Aos doze anos, apareceu no programa do apresentador  Geraldo Luís, o que despertou a atenção de um empresário, mas não iniciou carreira a pedido da mãe. Residia com a família em Aratuípe, depois se mudaram para Nazaré das Farinhas, seguido por Santo Antônio de Jesus, após o irmão de Anna Catarina, Miguel Ângelo, passar no vestibular. Edianez Andrade sustentou a família por um período como empregada doméstica.
Após dificuldades financeiras em dezembro de 2018, mudou-se novamente para Nazaré e Anna Catarina postou vídeos na internet no início de 2019. A popularidade dos vídeos despertou o interesse de um empresário de Aracaju. Seu primeiro show aconteceu em Camaçari. O trabalho da cantora foi requisitado por políticos, após compor um tema para a campanha de um candidato a vereador.

## Vida pessoal
Em 2019, foi informado que a cantora mora no bairro de Brotas, em Salvador, e estava cursando o 9º ano do colegial. Em uma entrevista ao iBahia, Anna Catarina disse gostar de usar lace/peruca, mas não que era devido a problema de saúde.

## Discografia
- Ao Vivo Setembro de 2019
- O Novo Hit do Brasil
- Eu Acreditei

## Shows notórios
- 2019 - Salvador Fest (palco principal)[5]
- 2019 - Gravação do DVD[6] no Festival 10h de Arrocha[2]